# Annick Anthoine
Pour les articles homonymes, voir Anthoine.
Annick Anthoine, née le 21 novembre 1945, est une rameuse d'aviron française.

## Carrière
Annick Anthoine  remporte deux médailles d'argent en skiff aux Championnats d'Europe, l'une en 1972 et l'autre en 1973.
Elle participe aussi aux Jeux olympiques d'été de 1976 à Montréal, terminant septième.